# Rue Jules-Ferry (Massy)
Pour l’article homonyme, voir Rue Jules-Ferry.
La rue Jules-Ferry est une rue de Massy dans le quartier du Vieux Massy ou Massy Centre.

## Situation et accès
La rue Jules-Ferry relie la rue Gambetta à la place du Vieux Clocher. C'une une voie de circulation à double sens qui se prolonge par un espace piétonnier place Schoelcher.

## Dénomination
Le nom rend hommage à l'homme d'État Jules Ferry, connu pour ses lois sur l'instruction publique, fondatrices de l'école républicaine.

## Historique
Jusqu’au début du XXe siècle  la rue était dénommée « rue des Bannières » et longeait la place d’Armes, actuelle place du Vieux Clocher.

## Description

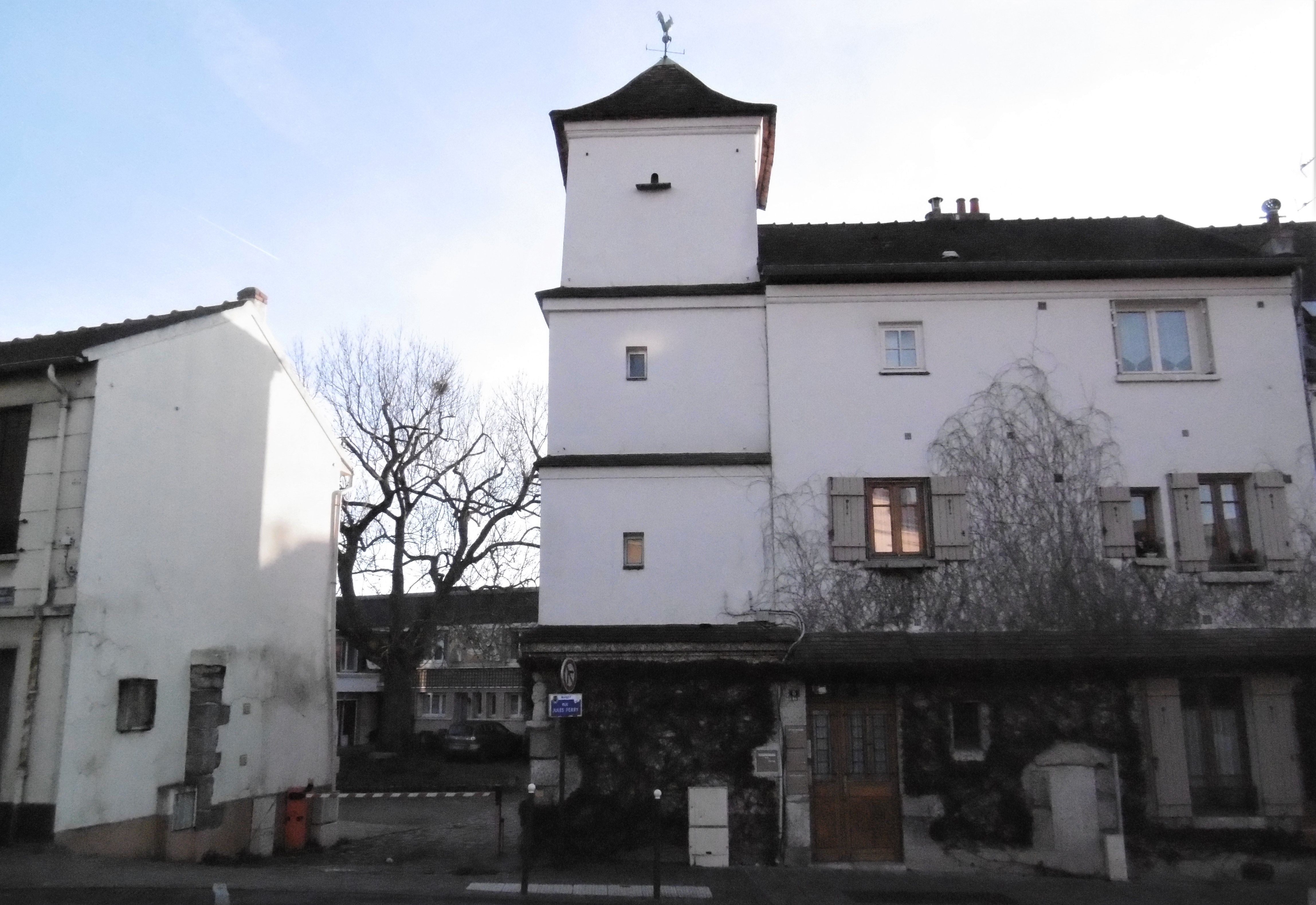
Ferme des Bannières

Côté des numéros pairs, un  bureau de poste, l’école maternelle Jules-Ferry et  un immeuble d’habitation ont été construits vers la fin des années 1950 et dans les années 1960 à l’emplacement d’anciens jardins de propriétés privées.
Côté des numéros impairs, la ferme des Bannières à l’angle de la rue Gambetta et les deux maisons suivantes sont restées dans leur état d’origine témoignant du passé rural de Massy. À l’angle de la place du Vieux Clocher le bâtiment actuel remplace celui détruit par les bombardements de 1944.